# Daniel Huygens

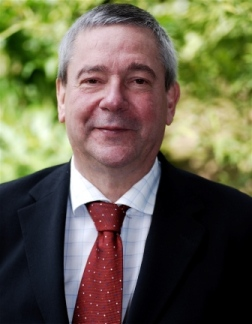
Daniel Huygens in april 2008.

Daniel Huygens (Waterloo, 31 augustus 1949 - Korbeek, 5 maart 2014) was een Belgisch lid van het Waals Parlement.

## Levensloop
Als commercieel directeur werd Huygens lid van het extreemrechtse FN en was voor deze partij van 2004 tot 2009 lid van het Waals Parlement en van het Parlement van de Franse Gemeenschap. Van het FN was hij tevens de schatbewaarder en in deze functie keerde hij zich af van partijvoorzitter Daniel Féret en trad hij toe tot de strekking rond Michel Delacroix. Eind 2008 volgde hij Delacroix op als partijvoorzitter van de partij en nam in 2010 ontslag na de slechte verkiezingsresultaten van zijn partij bij de regionale verkiezingen van 2009 en de federale verkiezingen van 2010. In 2009 werd ook Huygens niet herkozen als parlementslid. In 2014 kwam hij om het leven bij een auto-ongeval.